# Tournoi d'ouverture du championnat d'Haïti de football 2004-2005
Navigation
Tournoi précédent Tournoi suivant
Le tournoi d’ouverture de la saison 2004-2005 du Championnat d'Haïti de football est le premier tournoi saisonnier de la quinzième édition de la première division à Haïti. Les seize meilleures équipes du pays sont regroupées au sein d’une poule unique où elles s’affrontent une seule fois. Il n’y a pas de relégation à l’issue du tournoi.
C'est l'un des clubs promus de Division 2, l'AS Mirebalais qui remporte la compétition après avoir terminé en tête du classement final, avec un seul point d'avance sur le Racing Club Haïtien et six sur Violette AC. C’est le tout premier titre de champion d'Haïti de l'histoire du club.

## Les clubs participants
| - Violette AC - AS Mirebalais - Promu de Division 2 - AS Cavaly - FICA - AS Capoise - Don Bosco FC - Roulado FC - AS Grand-Goâve - Promu de Division 2 | - Baltimore SC - Racing Gonaïves - Aigle Noir AC - Tempête FC - Victory SC - Racing Club Haïtien - AS de Carrefour - Zénith Cap-Haïtien |

## Compétition
Le barème de points servant à établir le classement se décompose ainsi :
- Victoire : 3 points
- Match nul : 1 point
- Défaite : 0 point

### Classement
| Rang | Équipe              | Pts | J  | G | N | P | Bp | Bc | Diff |
| ---- | ------------------- | --- | -- | - | - | - | -- | -- | ---- |
| 1    | AS MirebalaisP      | 32  | 15 | 9 | 5 | 1 | 14 | 6  | +8   |
| 2    | Racing Club Haïtien | 31  | 15 | 9 | 4 | 2 | 24 | 13 | +11  |
| 3    | Violette AC         | 26  | 15 | 7 | 5 | 3 | 17 | 14 | +3   |
| 4    | Victory SC          | 25  | 15 | 7 | 4 | 4 | 18 | 13 | +5   |
| 5    | Racing Gonaïves     | 24  | 15 | 7 | 3 | 5 | 13 | 10 | +3   |
| 6    | Zénith Cap-Haïtien  | 22  | 15 | 6 | 4 | 5 | 15 | 13 | +2   |
| 7    | Roulado FCT         | 18  | 15 | 4 | 6 | 5 | 14 | 12 | +2   |
| 8    | AS Capoise          | 18  | 15 | 5 | 3 | 7 | 16 | 15 | +1   |
| 9    | AS Cavaly           | 17  | 15 | 3 | 8 | 4 | 12 | 12 | 0    |
| 10   | Tempête FC          | 17  | 15 | 3 | 8 | 4 | 13 | 19 | -6   |
| 11   | Don Bosco FC        | 16  | 15 | 3 | 7 | 5 | 15 | 17 | -2   |
| 12   | AS de Carrefour     | 15  | 15 | 2 | 9 | 4 | 8  | 9  | -1   |
| 13   | Aigle Noir AC       | 15  | 15 | 4 | 3 | 8 | 13 | 18 | -5   |
| 14   | Baltimore SC        | 14  | 15 | 2 | 8 | 5 | 5  | 10 | -5   |
| 15   | FICA                | 14  | 15 | 2 | 8 | 5 | 6  | 13 | -7   |
| 16   | AS Grand-GoâveP     | 11  | 15 | 2 | 5 | 8 | 7  | 16 | -9   |

|  | Vainqueur du tournoi Ouverture              |
|  | T : Tenant du titre P : Promu de Division 2 |

## Bilan de la saison
| Championnat d'Haïti de football 2004-2005 |                           |
| Champion                                  | AS Mirebalais (1er titre) |
| Qualifications continentales              |                           |
| CFU Club Championship 2005                | Aucun                     |
| Promotions et relégations                 |                           |
| Promus en Division 1                      | Aucun                     |
| Relégués en Division 2                    | Aucun                     |